# Мартынов, Владимир Иванович (производственный деятель)
Владимир Иванович Мартынов (30 мая 1926, Грязи — 30 января 1988, Тула) — советский хозяйственный, государственный и политический деятель.

## Биография
Родился в 1926 году в Грязях. Член КПСС.
С 1946 года — на хозяйственной, общественной и политической работе. В 1946—1998 годах — горновой, подручный сталевара, сталевар, руководитель и организатор металлургического производства, директор Косогорского металлургического завода.
Делегат XXVI съезда КПСС.
Почётный гражданин Тулы. Заслуженный металлург Российской Федерации.
Умер в Туле в 1998 году.